# Crin

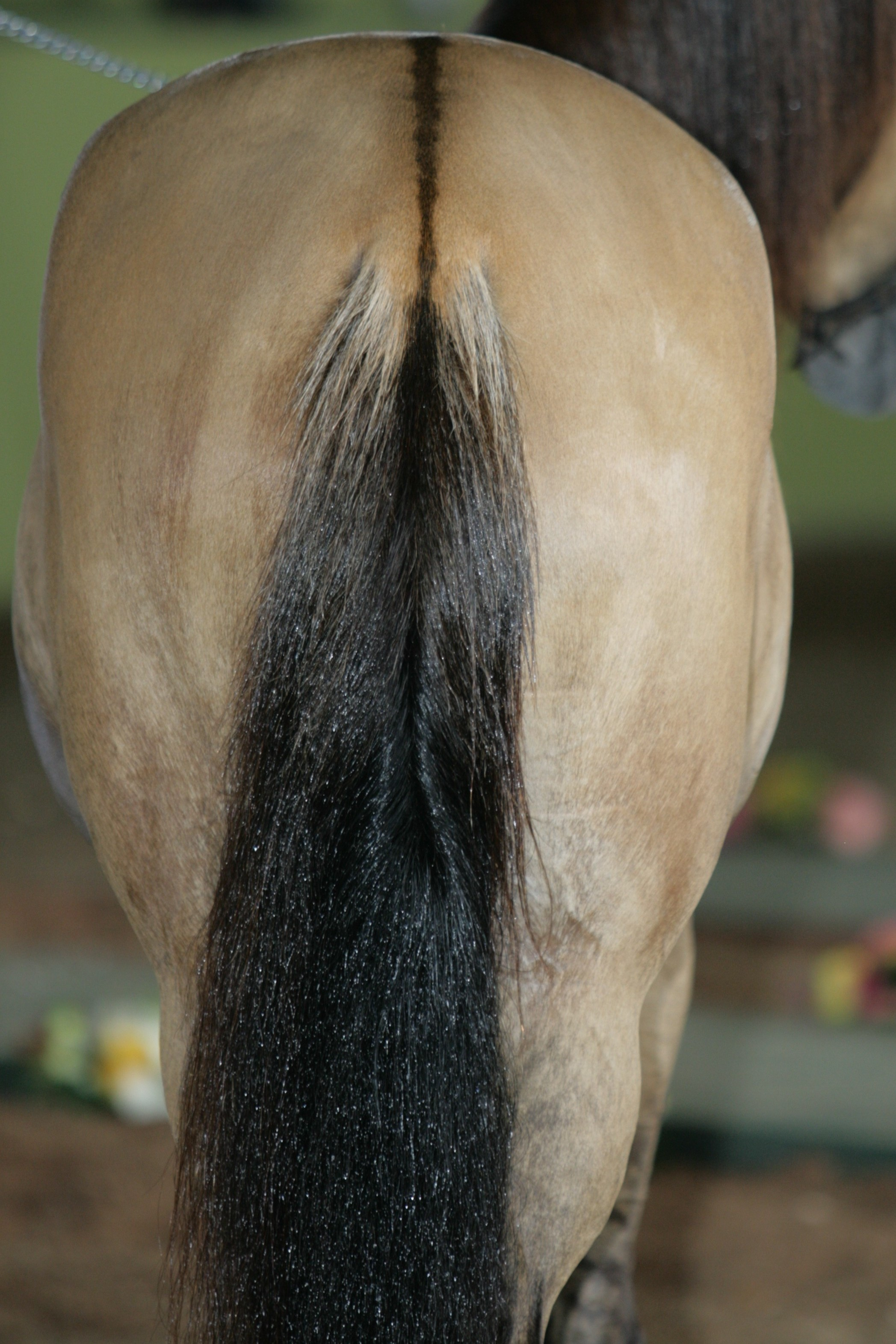
Cua d'un cavall formada per una munió de crins. Es tracta d'un animal de pelatge falb-dun

Crin és el nom de cadascun dels pèls aspres i llargs que creixen al bescoll i a la cua d'alguns animals, especialment els cavalls.

## Etimologia
El terme crin (un pèl únic) prové del llatí crinis-crinis (cabellera, amb munió de pèls). La designació llatina d'un únic pèl era seta. En català tradicional crin, seda i cerra eren sinònims. Els diccionaris moderns defineixen els termes anteriors de forma diferent.

## Aplicacions

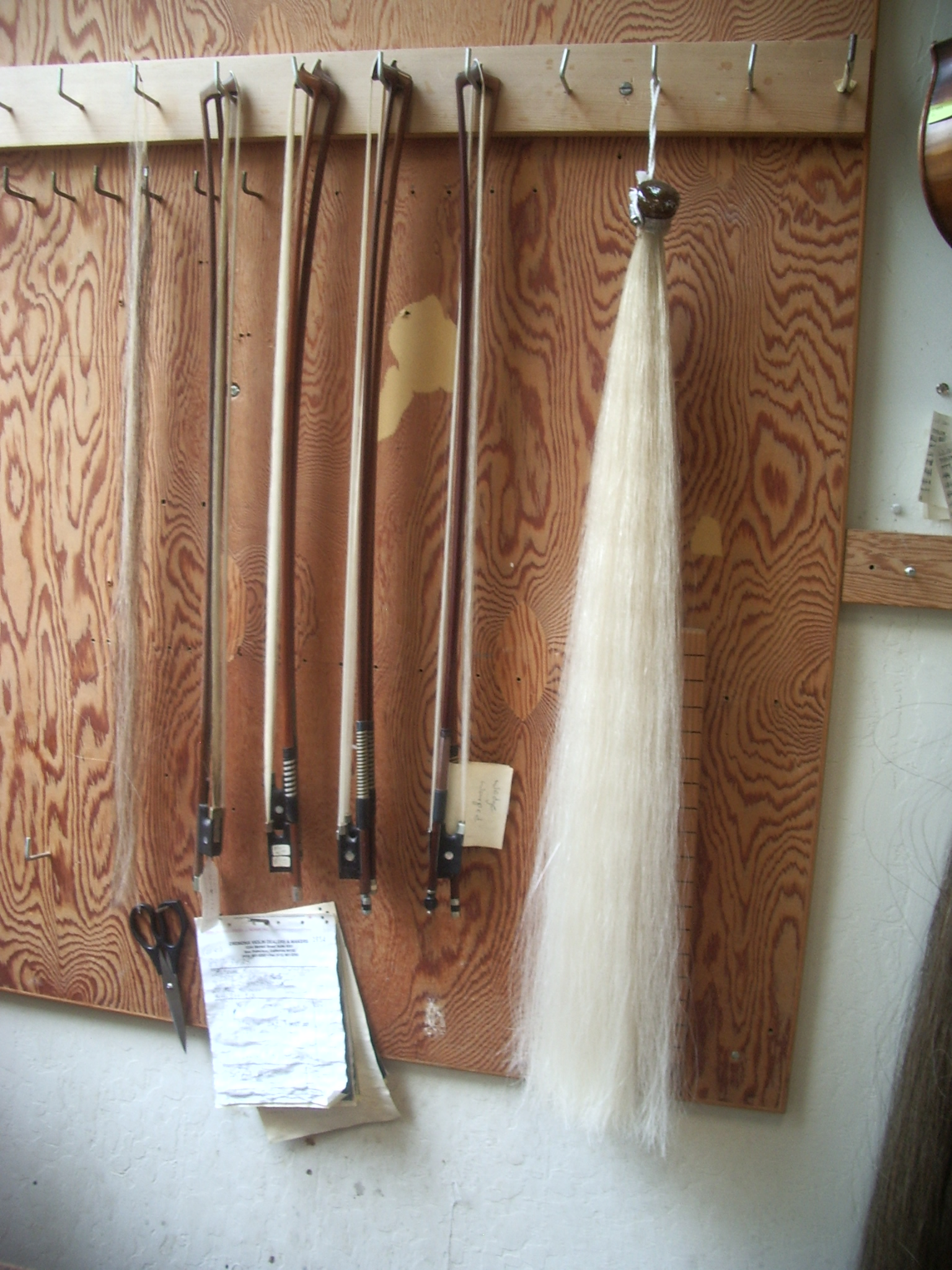
Arcs penjats i un feix de crins a la dreta.

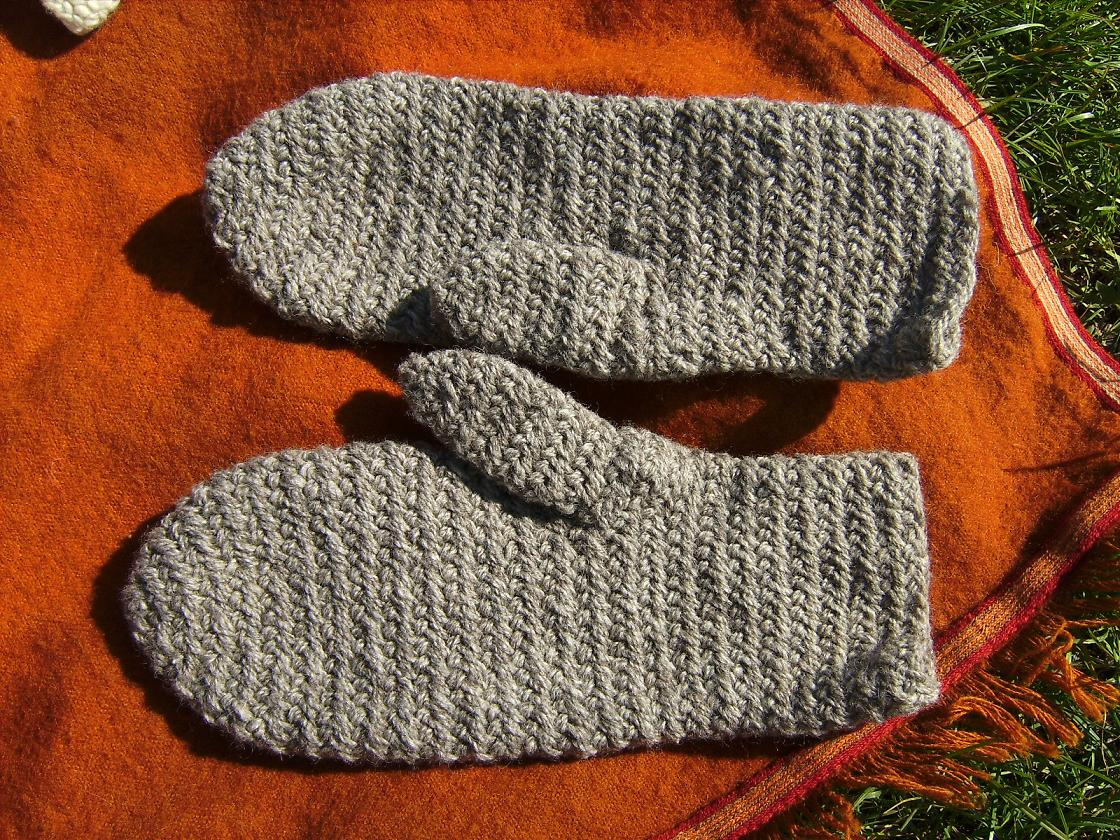
Dues manyoples d'aspecte semblant a unes manyoples de bany.

### Arcs de violíi semblants
La majoria d'instruments musicals de cordes fregades es fan sonar mitjançant un arquet de fusta i un conjunt de cerres tensades muntades en l'arc esmentat. El fregament de les crins contra les cordes provoca la seva vibració i permet emetre sons musicals.

### Sedassos
Els gals empraren crins de cavall per a fer tamissos i els hispans fibres de lli. Els egipcis usaven papir.
L'ús de crins teixides per a fer arts de pesca i sedassos està ben documentat.

### Fil i teixits
Les crins són un fil natural que fou molt usat per a cosir tota mena d'elements. Les crins es poden teixir per a fer teles molt resistents, tradicionalment usades en tapisseries de mobles.

#### Crinolina
La crinolina és un teixit amb ordit de cotó i trama de crin.

#### Fil de pescar
Les crins s'empraren tradicionalment per a fer llinyes de pescar.

### Guants de bany rugosos
En alguns guants i manyoples per a banys i massatges es desitja que tinguin una certa rugositat. Aquesta aspror permet fregar amb més eficàcia i provoca efectes exfoliants sobre la pell. Abans de les fibres sintètiques era típic fabricar-los amb crins o sisal.
També està documentat l'ús de manyoples de crin per a raspallar el pelatge dels cavalls delicats, que podrien patir amb l'ús de l'estríjol.

### Guants de boxa
Alguns guants de boxa estan farcits de crin. Proporcionen una pegada més dura però protegeixen menys les mans del boxador.

### Higròmetrede tensió de cabell
Aquests aparells usen un cabell humà o una crin animal sota tensió. L'allargament del pèl segons la humitat es pot transmetre per un mecanisme de politja fins a una agulla indicadora o un altre indicador. Els tradicionals “monjos amb caputxa mòbil”, que es posa i es treu, segueixen aquest principi.